# Adesione focale
In biologia cellulare, le adesioni focali (anche dette placche di adesione o FAs) sono degli insiemi macromolecolari attraverso cui forze meccaniche e segnali regolatori sono trasmessi tra la matrice extracellulare (ECM o MEC) e una cellula. Più precisamente, le adesioni focali sono le strutture subcellulari che mediano in una cellula gli effetti regolatori provenienti dall'ECM.

## Struttura
Le adesioni focali possono contenere più di 100 proteine diverse, il che suggerisce una diversità funzionale considerevole. Tra queste sono compresi diversi recettori integrinici (α5β1, αVβ3); altre proteine di membrana come sindecani, lailina (proteina che lega gli ialuronani); proteine che legano le integrine all'actina come talina, tensina, filamina e α-actinina; alcuni recettori con attività tirosin e serina/treonina chinasica e infine proteine con attività enzimatica come la chinasi di adesione focale (FAK) e le chinasi della famiglia Src.
Le integrine si legano a proteine extracellulari tramite brevi sequenze di amminoacidi, come il motivo di sequenza RGD (trovato in proteine quali fibronectina, laminina, vitronectina...), o i motivi DGEA e GFOGER trovati nel collagene. All'interno della cellula il dominio intracellulare di integrina si lega ai microfilamenti actinici del citoscheletro tramite proteine adattatrici quali talina, α-actinina, filamina, vinculina e tensina. Infine molte altre proteine intracellulari di segnalazione si associano a formare un complesso che forma la base di una adesione focale.

## Funzioni
Più che di ancoraggio cellulare, la funzione delle FAs è quella di trasmettitori di segnale (sensori), che informano la cellula sulla condizione della ECM.
È interessante citare il fatto che, molti dei secondi messaggeri delle vie di trasduzione del segnale attivate dai recettori integrinici, sono presenti anche in quelle scatenate da fattori di crescita e che molto spesso questi due sistemi danno risposte cellulari integrate.
Di seguito alcuni esempi di attività delle adesioni focali.

### Dinamiche dell'adesione focale durante la migrazione cellulare
Il montaggio e lo smontaggio dinamico delle adesioni focali gioca un ruolo centrale nella migrazione cellulare.
Inizialmente, piccole adesioni focali (0.25 µm²), chiamate complessi focali (FXS), si formano nella regione anteriore della membrana del lamellipodio o del fillopodio. Alcuni complessi focali maturano in adesioni focali più grandi e stabili, e reclutano molte altre proteine come la zyxina. L'assunzione di componenti da parte dell'adesione focale si verifica in una maniera sequenziale e ordinata.
Una volta in posizione, un'adesione focale rimane fissa rispetto alla matrice extracellulare, e la cellula la utilizza come punto di ancoraggio su cui può spingere. Una volta compiuto il movimento l'adesione focale si deve disassemblare. Il meccanismo di questo avvenimento è poco conosciuto e probabilmente perpetuato attraverso differenti metodi a seconda delle circostanze.

### Sensore biomeccanico
Forze meccaniche extracellulari, che si esercitano attraverso adesioni focali, possono attivare Src chinasi e stimolare la crescita delle adesioni. Ciò indica che le aderenze focali possono funzionare come sensori meccanici, e suggerisce che la forza generata dalle fibre di miosina potrebbe contribuire alla maturazione dei complessi focali. Questa ipotesi guadagna ulteriore sostegno dal fatto che l'inibizione della forza generata dalla miosina porta a rallentare lo smontaggio dell'adesione, modificando la cinetica delle proteine dell'adesione focale.
Il rapporto tra le forze in adesioni focali e la loro maturazione compositiva, tuttavia, non è chiaro. Ad esempio, impedendo la maturazione adesione focale inibendo l'attività miosina o gruppo di fibre di stress non impedisce forze sostenute da adesioni focali, né impedire alle cellule di migrare. Forzare così la propagazione attraverso adesioni focali potrebbe non essere percepito direttamente dal cellule a tutti i tempi e di forza scale.